# Crazy World
Crazy World je jedenácté studiové album německé hardrockové kapely Scorpions z roku 1990.
Je to pravděpodobně nejúspěšnější album této kapely vůbec, hlavně díky skladbě "Wind of Change", která se navždy zapsala do hudební historie coby symbol pádu Berlínské zdi a Železné opony celkově.
Album Crazy World obsadilo 21. místo na žebříčku "Billboard's top 100 albums" v roce 1990. Singl "Wind of Change" obsadil 4. místo na žebříčku "Billboard's top 100" v roce 1991 a singl "Send Me an Angel" obsadil 44. místo on na žebříčku "Billboard's top 100 singles".

## Seznam skladeb
1. "Tease Me Please Me" – 4:44
2. "Don't Believe Her" – 4:55
3. "To Be With You in Heaven" – 4:48
4. "Wind of Change" – 5:10
5. "Restless Nights" – 5:44
6. "Lust or Love" – 4:22
7. "Kicks After Six" – 3:49
8. "Hit Between the Eyes" – 4:33
9. "Money and Fame" – 5:06
10. "Crazy World" – 5:08
11. "Send Me an Angel" – 4:34

## Sestava
- Klaus Meine – zpěv
- Matthias Jabs – kytara
- Rudolf Schenker – kytara
- Francis Buchholz – baskytara
- Herman Rarebell – bicí

## Umístění v žebříčcích

### Album
Billboard (Severní Amerika)
| Rok  | Žebříček       | Pozice |
| ---- | -------------- | ------ |
| 1991 | Billboard 200  | 21     |
|      | Rakousko       | 1      |
|      |                |        |
|      | Německo        | 1      |
|      | Švýcarsko      | 3      |
|      | Norsko         | 4      |
|      | Švédsko        | 6      |
|      | Velká Británie | 27     |
|      | Austrálie      | 49     |

### Singly
Billboard (Severní Amerika)
| 1990 | "Tease Me, Please Me" | -  | 8  |
| 1991 | "Wind of Change"      | 4  | 2  |
| 1991 | "Don't Believe Her"   | -  | 13 |
| 1991 | "Send Me an Angel"    | 44 | 8  |